# Pteromalus dolichurus
Pteromalus dolichurus är en stekelart som först beskrevs av Thomson 1878.  Pteromalus dolichurus ingår i släktet Pteromalus och familjen puppglanssteklar. Arten är reproducerande i Sverige. Inga underarter finns listade i Catalogue of Life.